# Cessna O-1 Bird Dog
El Cessna O-1 "Bird Dog" fou un avió biplaça d'observació. S'utilitzà intensivament per les Forces Aliades durant la Guerra del Vietnam.

## Història
El 1950, l'Exèrcit dels Estats Units va signar amb Cessna un contracte per a la compra de O-1's, l'avió escollit per l'Exèrcit per a actuar com a avió d'observació. En esclatar la Guerra del Vietnam, els Bird Dog eren utilitzats com a avions d'observació i reconeixement sobre la jungla Vietnamita. Equipats amb coets senyalitzadors de blancs, servien per detectar objectius enemics i senyalar la seva posició als avions d'atac a terra i a les tropes d'infanteria. La poca velocitat dels Bird Dog era un avantatge per poder observar detalls impossibles de trobar pels pilots dels ràpids reactors: trepitjades al fang, possibles llocs d'emboscada i posicions enemigues camuflades. Lògicament, els Bird Dog eren molt vulnerables als caces de reacció enemics, molt més ràpids i maniobrables. A més, mancaven dipòsits de combustible autosegellants i el blindatge necessari, i la seva autonomia era baixa. No obstant això, van contribuir de manera eficaç en la precisió dels atacs aeris estatunidencs contra els guerrillers del Viet Cong.

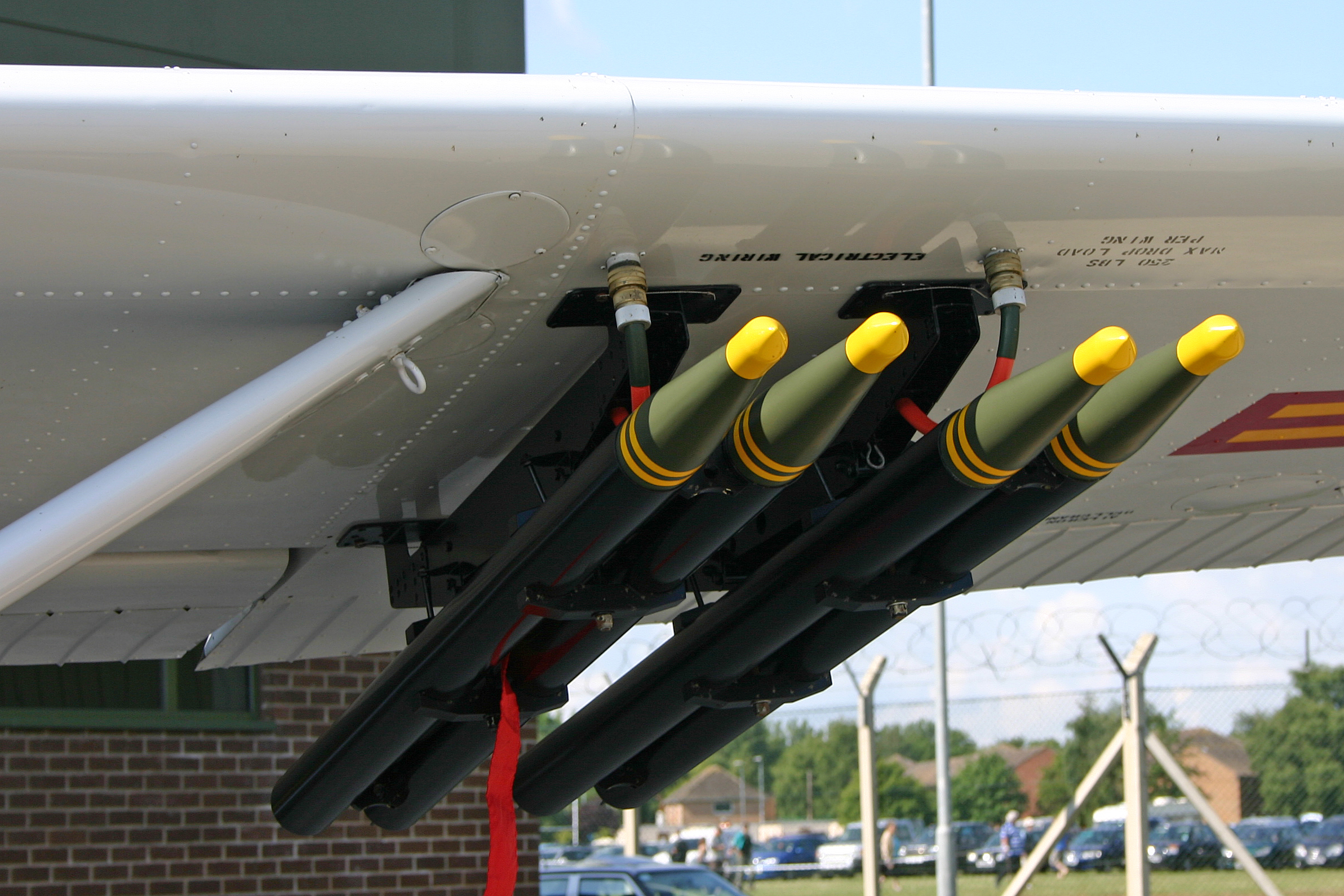
Coets senyalitzadors de blancs, amb els que els pilots de Bird Dog senyalaven la posició dels blancs enemics.

## Especificacions

### Característiques generals
- Tripulació: Un/dos
- Llargada: 7,88 m
- Alada: 10,97 m
- Alçada: 2,23 m
- Superfície alar: 16,16 m²
- Pes buit: 734 kg
- Pes màxim d'enlairament: 1.105 kg
- Motor: 1 × Continental O-470-11 de sis pistons, 213 cv (159 kw)

### Prestacions
- Velocitat màxima: 185 km/h
- Velocitat de creuer: 167 km/h
- Velocitat de pèrdua: 87 km/h
- Autonomia: 460 mn, 853 km
- Sostre de servei: 5.640 m
- Velocitat d'ascens: 5,8 m/s
- Distància d'enlairament des de 15 m: 170 m
- Distància d'aterratge des de 15 m: 180 m